# Podtrpaslík
Podtrpaslík, někdy označovaný jako „sd“, je hvězda třídy svítivosti VI. v Yerkesově spektrální klasifikaci. Je definována jako hvězda se svítivostí o 1,5 až 2 magnitudy nižší než hvězdy hlavní posloupnosti stejného spektrálního typu, což je způsobeno nižší metalicitou než u hvězd hlavní posloupnosti. Jsou to většinou hvězdy populace II.
Označení podtrpaslík vytvořil v roce 1939 Gerard Peter Kuiper, přičemž se odvolával na sérii hvězd s nepřirozeným spektrem, které byly dříve označovány jako „prozatímní bílí trpaslíci“.

## Chladní podtrpaslíci
Chladní podtrpaslíci (spektrální typy od G do M), stejně jako standardní hvězdy hlavní posloupnosti, vytvářejí svou energii z vodíkové fúze. Vysvětlení jejich slabé jasnosti se nachází v jejich metalicitě, tyto hvězdy neobsahují prvky těžší než helium. Nižší metalicita snižuje opacitu vnějších vrstev a tlak záření, čehož důsledkem je malá, teplejší hvězda dané hmoty. Nižší opacita také způsobuje vyzařování většího množství ultrafialového záření pro stejný spektrální typ příbuzný hvězdě populace I, tento jev se nazývá ultrafialový přebytek.
Podtřídy chladných trpaslíků:
- chladný podtrpaslík: Příklad: SSSPM J1930-4311 (sdM7)
- extrémní podtrpaslík: Příklad: APMPM J0559-2903 (esdM7)

## Horcí podtrpaslíci
Horcí podtrpaslíci spektrálních typů O a B jsou zcela jinou skupinou objektů než chladní podtrpaslíci. Tyto hvězdy reprezentují pozdní stadium evoluce některých hvězd. Vznikají tehdy, když červený obr začne ztrácet vnější vodíkové vrstvy ještě před tím, než jeho jádro začne spotřebovávat helium. Důvody této předčasné ztráty hmoty zatím nejsou známy, ale předpokládá se, že při vzájemném působení hvězd v dvojhvězdě jde o jeden z hlavních mechanismů. Podtrpaslíci typu B (mají větší jasnost než bílí trpaslíci) jsou významnou složkou populace horkých hvězd starých hvězdných systémů, jako jsou kulové hvězdokupy a eliptické galaxie.